# کیوریسیتی‌استریم
کیوریسیتی‌استریم (انگلیسی: CuriosityStream) شرکت رسانه‌ای آمریکایی است، که در سال ۲۰۱۵ تأسیس شد.